# Iablanița
Iablanița es una localidad rumana de la comuna de Pădina, en el condado de Mehedinți.

## Historia
Hacia comienzos del siglo XX, el lugar era una comuna del condado de Mehedinţi, que tenía contabilizada una población de 1600 habitantes. Contaba con una iglesia dedicada a St. Gheorghe y una escuela a la que asistían 26 varones y 3 mujeres. En el siglo XXI la localidad de Iablanița formaba parte de la comuna de Pădina.